# Bradypodion mlanjense
Bradypodion mlanjense este o specie de cameleoni din genul Bradypodion, familia Chamaeleonidae, descrisă de Broadley 1965. Conform Catalogue of Life specia Bradypodion mlanjense nu are subspecii cunoscute.